# 股割れズボン

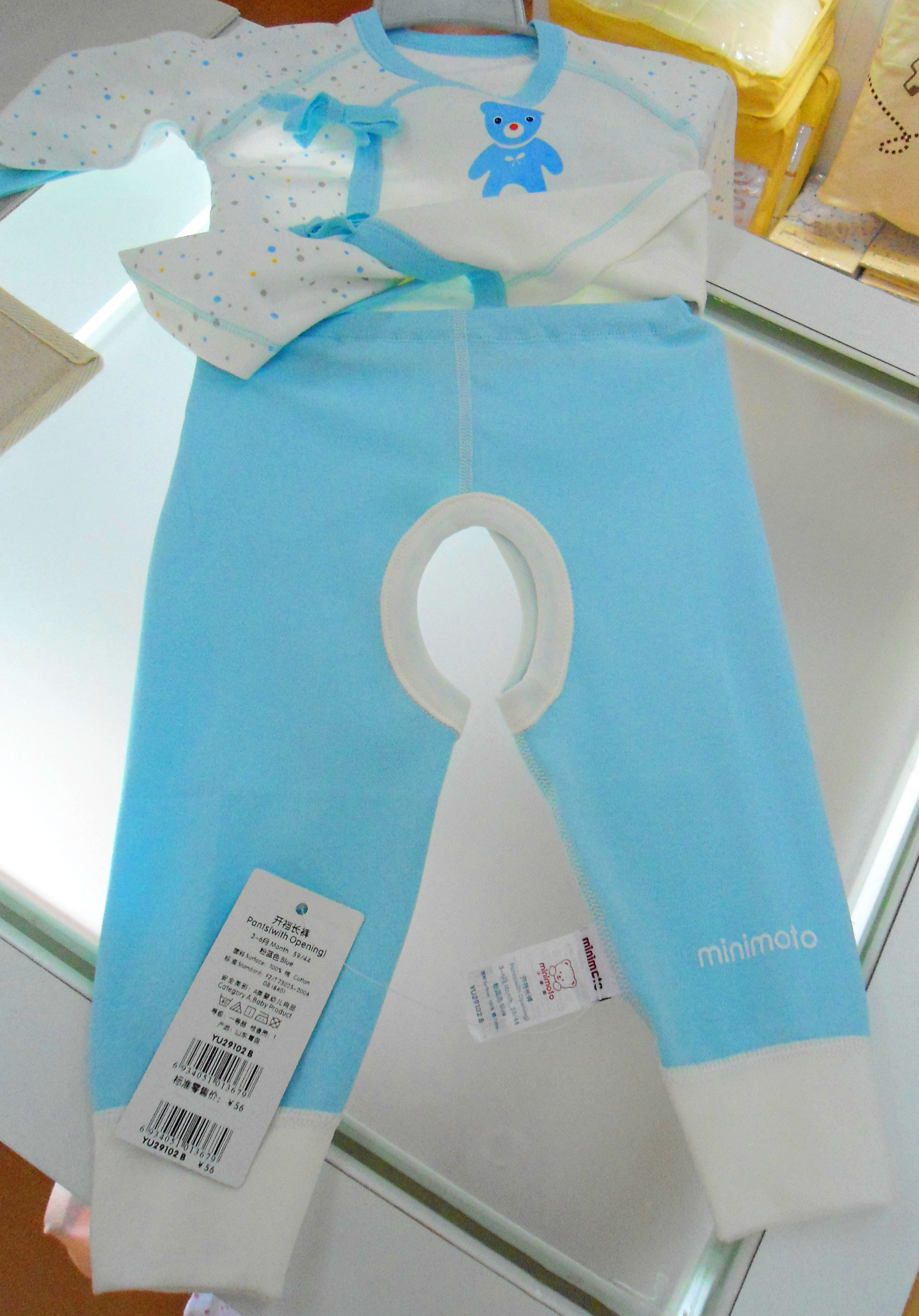
赤ん坊用の股割れズボン

股割れズボン（またわれズボン）は、中国の幼児用のズボンである。中国語で開襠褲（开裆裤、カイタンクー）という。これとは逆に股の割れていないズボンを縵襠褲（缦裆裤、マンタンクー）という。

## 概要
後ろから股にかけて縦に切れており、しゃがむと尻が出て用が足せるようになっており、立ち上がれば閉じるようになっている。このため、ズボンを脱がせることなく素早く用を足させることが可能となっている。おむつでは洗う手間や使い捨てで金がかかるためこれを穿いている。
かつては中国全土で使われていたが現代では中国西北、西南で使われ、市販ではなく手作りである。

## 古代の股割れズボン
春秋戦国時代の中国では、大人も股割れズボンを履いていた。それまでは袴のような物を着ていたが、冬の寒さから足を守るためにズボンを穿くようになった。尻には肉があり寒さに強いためか隠さなかったらしい。また、その頃は座る際に股を隠すため正座をしていたという。漢の時代になると、乗馬に不都合なため、やがて股割れズボンは穿かれなくなっていった。